# Reichardtia pedata
Reichardtia pedata är en skalbaggsart som först beskrevs av Sharp 1876.  Reichardtia pedata ingår i släktet Reichardtia och familjen stumpbaggar. Inga underarter finns listade i Catalogue of Life.